# Jabal Şannīn
Jabal Şannīn är ett berg i Libanon.   Det ligger i guvernementet Libanonberget, i den centrala delen av landet, 30 kilometer öster om huvudstaden Beirut. Toppen på Jabal Şannīn är 2 524 meter över havet.
Terrängen runt Jabal Şannīn är kuperad västerut, men österut är den bergig. Runt Jabal Şannīn är det ganska tätbefolkat, med 80 invånare per kvadratkilometer.. Närmaste större samhälle är Zahle, 11,9 kilometer söder om Jabal Şannīn. 
Trakten runt Jabal Şannīn är ofruktbar med lite eller ingen växtlighet.